# Rivière de la Baie
Rivière de la Baie är ett vattendrag i Kanada.   Det ligger i provinsen Québec, i den sydöstra delen av landet, 270 km nordväst om huvudstaden Ottawa.
I omgivningarna runt Rivière de la Baie växer i huvudsak blandskog. Trakten runt Rivière de la Baie är nära nog obefolkad, med mindre än två invånare per kvadratkilometer.